# Sky News

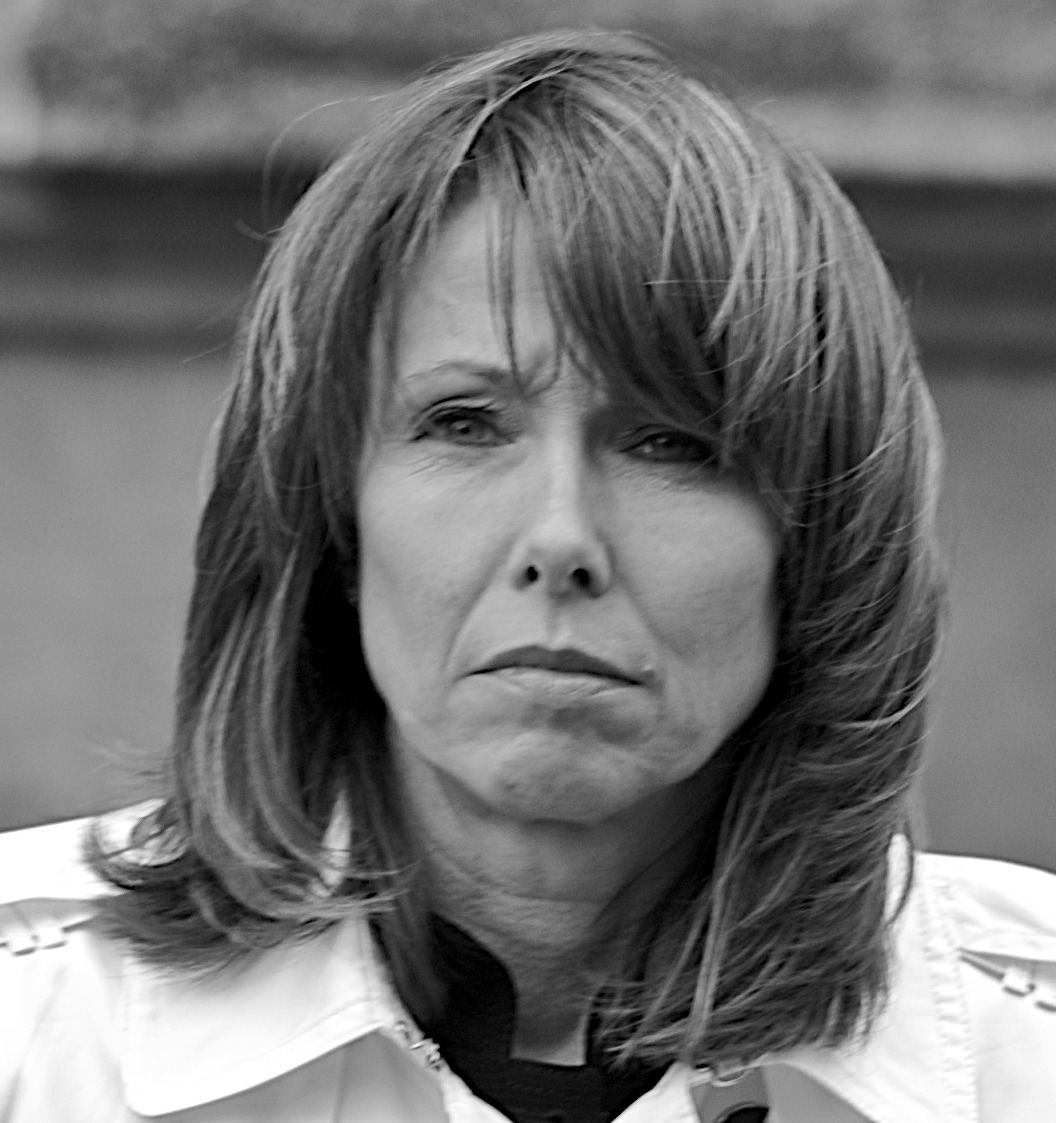
Kay Burley

Sky News, opgericht in 1989, is een Britse 24 uurs nieuwszender, onderdeel van Sky Limited, dat weer in handen is van Comcast. De zender is in Nederland gratis te ontvangen via YouTube en via de ASTRA1-satelliet. Het motto van de zender is 'First for Breaking News'. Sky News concurreert internationaal met CNN International, BBC World News, Al Jazeera en EuroNews. Nationaal concurreert Sky News met BBC News en ITV News. Sky News is beschikbaar in 127 landen en heeft een bereik van 102 miljoen huishoudens.
Bekendste presentator van Sky News is Kay Burley. In totaal werken er meer dan 500 mensen bij het hoofdkwartier in Londen. Daarnaast zijn er studio's in Westminster en in 'the City', het Londense zakendistrict. Hoofdredacteur is John Ryley. De zender is 9 keer bekroond met de Royal Television Society - News Channel of the Year award.

## Programmering
Sky News zendt 24 uur per dag rechtstreeks uit vanuit het Sky Central in West Londen. De zender gebruikt programmatitels als "Sunrise", de "Kay Burley Show" en de avondprogramma's als "Sky News Tonight" en "Sky News at 10". De zender staat bekend om de goede uitgebreide verslaggeving, zo beschikt Sky News over een helikopter die rechtstreeks kan uitzenden. In het geval van 'breaking news story' komen de uitzendingen vrijwel altijd vanaf de locatie.

## Zusterstations
- Fox News Channel (tot 2019)
- NBC News (vanaf 2019, na Comcast overname)
- Sky News Australia
- Sky News Arabia
- Sky News TG24 (Italiaanse variant Sky News)